# Операция «Андертоун»
Операция «Андертоун» (15—24 марта 1945 года) — кодовое название операции по массированному наступлению 6-й группы армий США (включая 7-ю армию США и 1-ю армию Франции) в ходе вторжения союзников в Германию в марте 1945 года в ходе Второй мировой войны.
Силы трёх корпусов должны были провести эшелонированную атаку из Саарбрюккена по 75-километровому участку к юго-востоку от Хагенау. Узкая полоса вдоль Рейна, ведущая к крайнему северо-восточному углу Эльзаса в Лаутербурге, должна была быть очищена подразделением 1-й армии Франции под оперативным командованием седьмой армии США. Основной удар седьмой армии был направлен на центр коридора Кайзерслаутерн.
При утверждении плана генерал Дуайт Д. Эйзенхауэр утверждал, что целью было не только очистить Саар-Пфальц, но и создать плацдармы с силами 6-й группы армий близ Рейна между Майнцем и Мангеймом. Третья армия США из 12-й группы армий должна была обеспечить проведение диверсионных атак через Мозель, чтобы защитить левый фланг 6-й группы армий.
Противоборствующими сторонами выступили командир 6-й группы армий США Якоб Л. Диверс и генерал Пауль Хауссер, командующий немецкой группой армий G.
Благодаря значительной помощи, оказанной силами 3-й армии, которая захватила немецкие линии связи, в ходе операции «Андертоун» была прорвана оборона вермахта, а войскам союзников удалось достичь Рейна в районе Карлсруэ в течение 10 дней. Победа генерала Диверса в совокупности с быстрым продвижением 3-й армии завершила наступление союзных армий на западный берег Рейна по всей его длине в пределах Германии.